# Kaźmierowo
Kaźmierowo – część wsi Gorzeń w Polsce położona w województwie kujawsko-pomorskim, w powiecie nakielskim, w gminie Nakło nad Notecią.
Miejscowość wchodzi w skład sołectwa Gorzeń.
W latach 1975–1998 miejscowość należała administracyjnie do województwa bydgoskiego.